# Jennacubbine
Jennacubbine is een plaats in de regio Wheatbelt in West-Australië.

## Geschiedenis
Ten tijde van de Europese kolonisatie leefden de Balardong Nyungah in de streek.
In 1848 maakte ontdekkingsreiziger Augustus Charles Gregory melding van de 'Jenacubine Well'. 'Jenacubine' was de Aboriginesnaam voor een waterbron. Volgens sommige bronnen zou de naam 'Jenacubine' "zout water" hebben betekend. In juni 1902 opende de spoorweg tussen Northam en Goomalling. Nabij de waterbron werd een nevenspoor aangelegd dat naar de bron werd vernoemd. In 1903 werd er een hotel gebouwd.
In 1905 werd er een katholieke kerk, de 'St Isidore’s Catholic Church', gebouwd. De kerk opende in 1907. Er werd les gegeven tot 1911. In 1960 werd Jennacubbine op het waternet aangesloten en in 1963 op het elektriciteitsnet. Het dorp Jennacubbine aan het nevenspoor werd pas in 1966 officieel gesticht.

## 21e eeuw
Jennacubbine maakt deel uit van het lokale bestuursgebied (LGA) Shire of Goomalling, een landbouwdistrict. Het is een verzamel- en ophaalpunt voor de oogst van de in de streek bij de Co-operative Bulk Handling Group aangesloten graanproducenten.
In 2021 telde Jennacubbine 56 inwoners, tegenover 174 in 2006. Het plaatsje heeft een gemeenschapszaal, de 'Jenacubbine Hall', een kerk, een hotel en enkele sportfaciliteiten.

## Transport
Jennacubbine ligt langs de Yarramony Road die naar de Northam-Pitharra Road leidt welke de Great Eastern Highway en de Great Northern Highway verbindt.  Het ligt 122 kilometer ten noordoosten van de West-Australische hoofdstad Perth, 55 kilometer ten noordnoordoosten van Northam en 27 kilometer ten zuidzuidwesten van Goomalling, de hoofdplaats van het lokale bestuursgebied waarvan Jennacubbine deel uitmaakt.
De spoorweg die door Jennacubbine loopt maakt deel uit van het goederenspoorwegnetwerk van Arc Infrastructure.

## Externe links

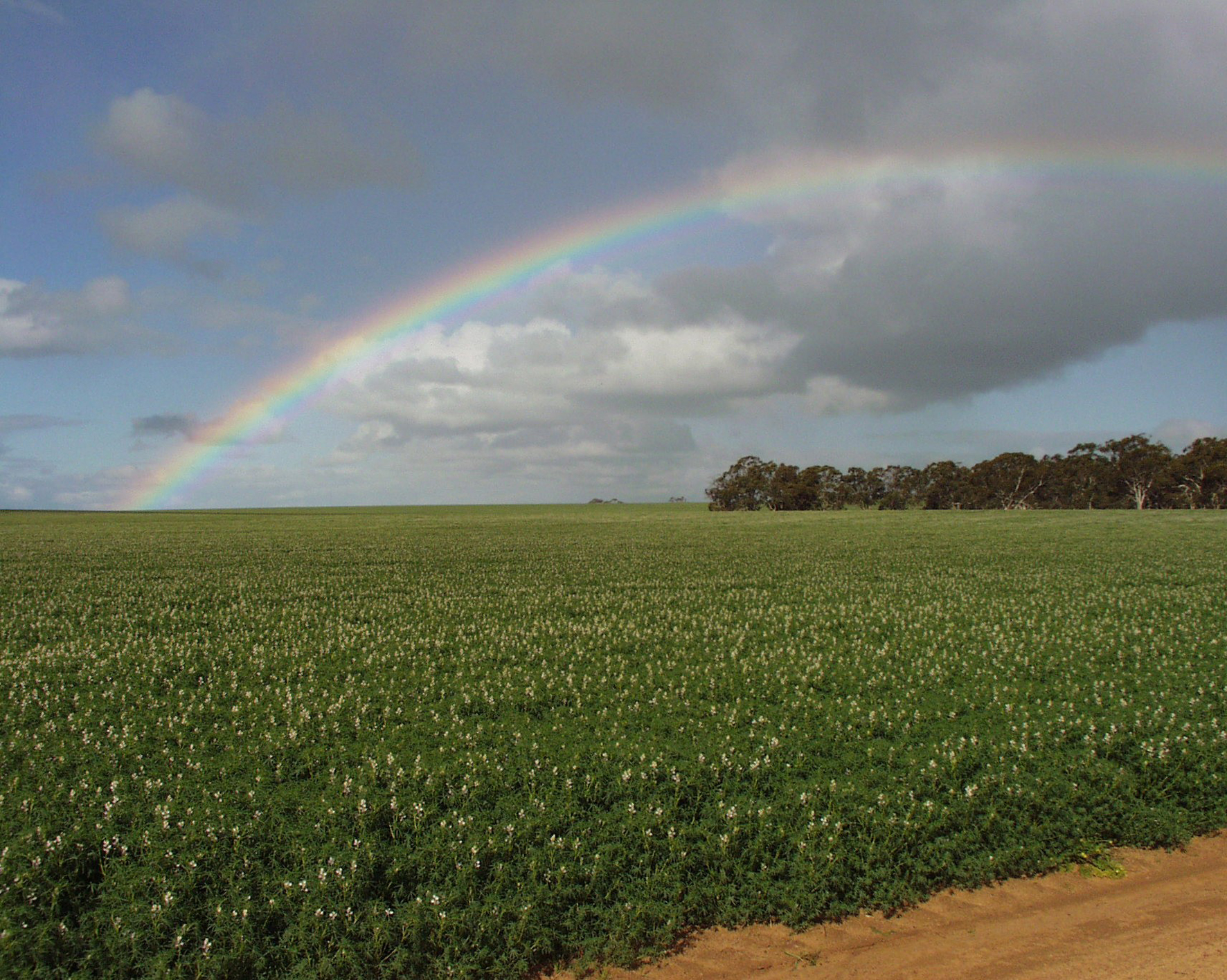
Een veld lupines in Jennacubbine